# Пенка Методієва
Пенка Методієва (12 жовтня 1950) — болгарська баскетболістка.
Срібна призерка Олімпійських ігор 1980 року.
Бронзова призерка Олімпійських ігор 1976 року.